# Мангровая альциона
Ма́нгровая альцио́на (лат. Halcyon senegaloides) — птица семейства зимородковых, обитающая на восточном побережье Африки.

## Описание
Мангровая альциона величиной примерно 22 см, клюв полностью красный, больше клюва сенегальской альционы. Нижняя сторона крыльев белая с небольшим чёрным пятном на плечевых перьях.

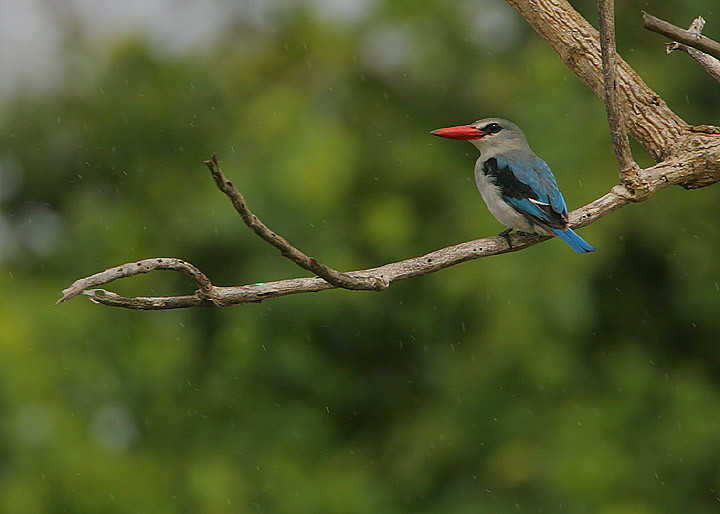
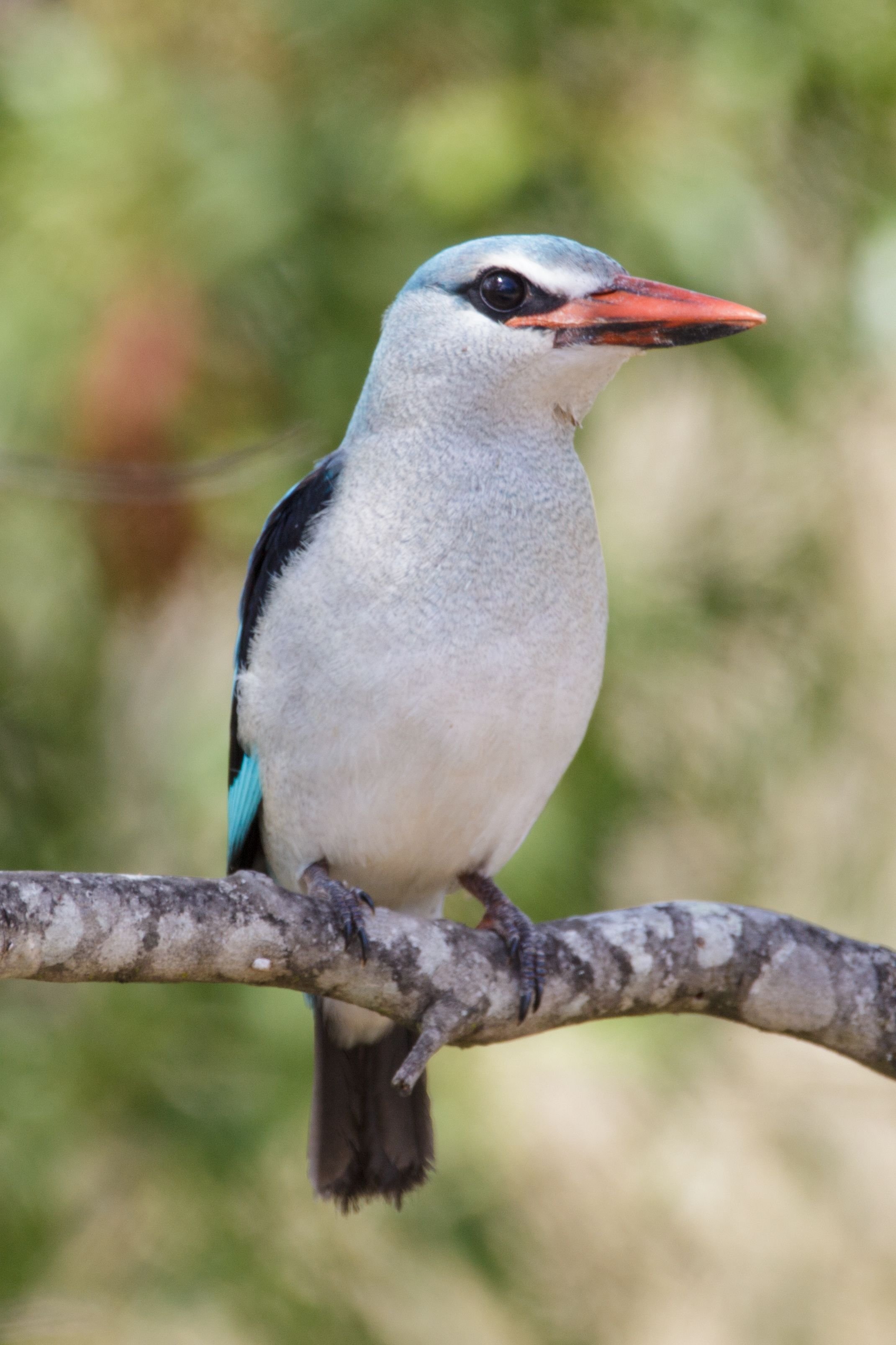
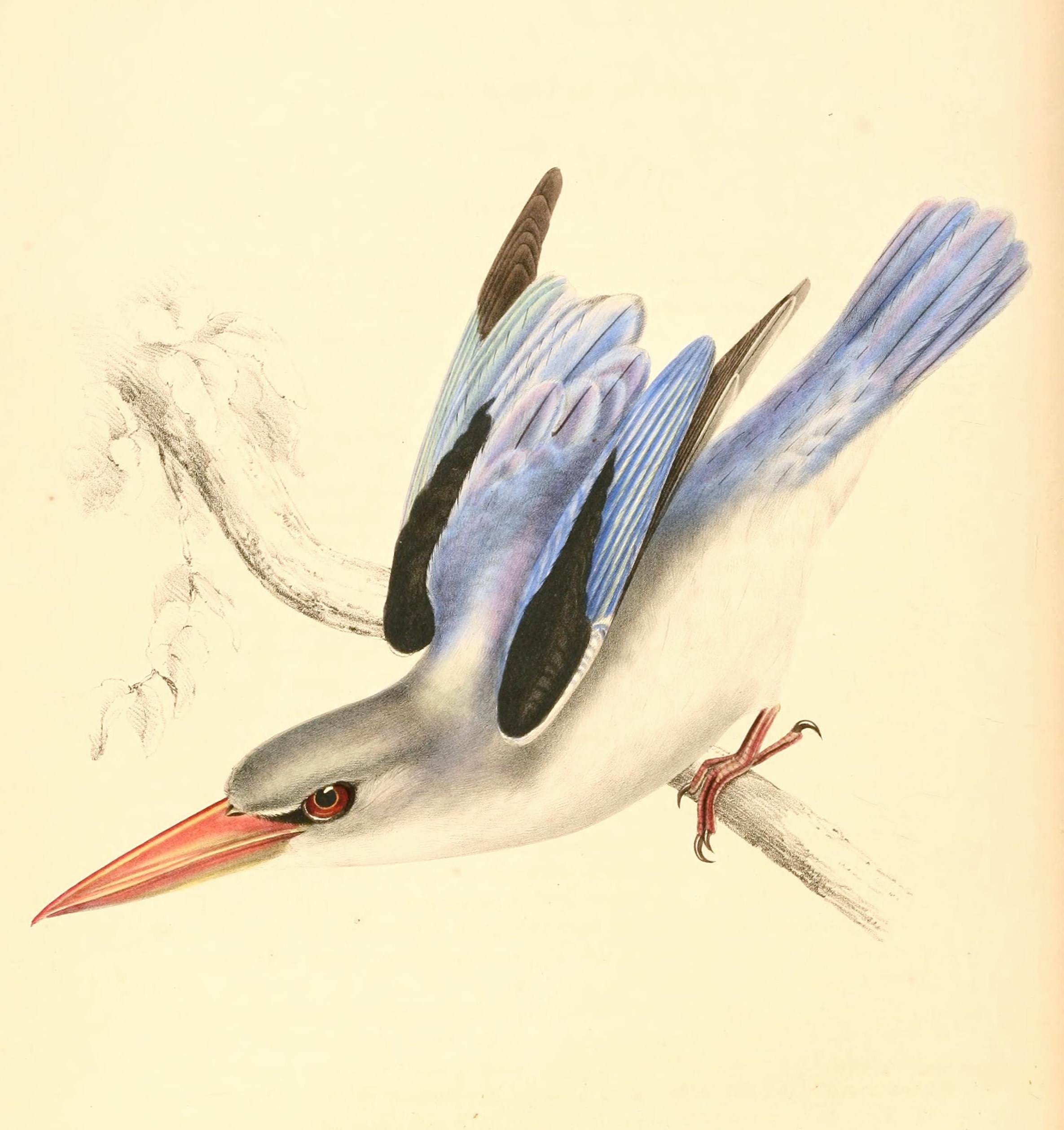

## Распространение
Мангровая альциона чаще не удаляется от побережья дальше 20 км. Область распространения примерно от 3° севера в Сомали примерно до 33° юга в восточной Капской провинции, к югу до реки Большой Кей и Great Fish River. Она простирается до 150 км вглубь страны в долине Джубы, вдоль Замбези до Сена в Мозамбике и при случае в Национальный парк Крюгер.

## Местообитание
Мангровая альциона обитает в лесах и на равнине с поросшими лесом реками. Вне периода инкубации держится в поросших лесом устьях рек, мангровых лесах, на поросших лесом побережьях и возделываемых землях, в светлых лесах, городских парках и садах.

## Подвиды
- H. s. senegaloides
- H. s. ranivorus — у этого обитающего на юге подвида более длинные крылья чем у H. s. senegaloides, но более тонкий, частично немного светло-синего цвета клюв.